# 석탄정
석탄정(石灘亭)은 전북특별자치도 고창군 고창읍 율계리에 있다. 2004년 6월 8일 고창군의 향토문화유산 제6호로 지정되었다.

## 지정 사유
석탄정은 선조14년(1581)에 석탄(石灘) 유운(柳澐, 1547-1611) 선생이 건립한 정자이다. 그는 인품이 고매하고 문장이 출중하여 선조 때 청암찰방(靑巖察訪)에 임명되었으나 벼슬을 사양하고 이곳으로 내려와 석탄정을 짓고 동서에 상풍루와 영월헌을 세웠다. 또한 정자 앞에는 조대(釣臺)를 만들고 주위에 나무를 심어 풍치를 돋우었다고 한다. 그러나 시간의 흐름속에 정자들은 민몰(泯沒)되고, 후손들은 순조30년(1830, 丙寅)에 이곳에 다시 석탄정을 중건하였다. 철종 4년(1853)과 1939년에 건물을 중수하였으며, 1981년에는 석탄정 뒤에 상풍루를 후손들의 성금으로 신축했다. 상풍루는 정면 4칸, 측면 2칸의 규모이다. 평면은 2×1칸 초석과 그 및을 받치고 있는 고복형(鼓覆形) 초반 등 전체적 모습이 석탄정과 비교되며 주변과도 조화롭지 못하다.